# Flauto solo

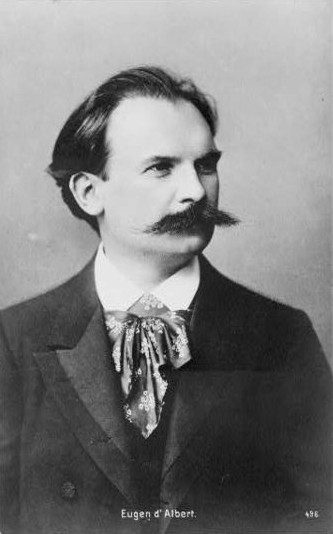
Eugen d'Albert

Flauto solo är en opera (musikalisches Lustspiel) i en akt med musik av Eugen d'Albert och libretto av Hans von Wolzogen. Den hade premiär den 12 november 1905 på Statsoperan i Prag. 

## Personer
- Furste Eberhard: Bas
- Prins Ferdinand, hans son: Tenor
- Maestro Emanuele, italiensk kapellmästare: Baryton
- Musjö Pepusch, tysk kapellmästare: Baryton
- Signora Peppina, sångerska: Sopran
- Prinsens gäster
- Musikanter och tjänare
- Ordonnans: stum roll

## Handling
Furste Eberhard har sin store förebild i den preussiske kungen Fredrik II. Därför vill han efterlikna honom och förorda konsten. Han ger i uppdrag till sin tyske kapellmästare – Musjö Pepusch – att tonsätta den berömda "Svinkanon för sex fagotter". 
Furst Eberhards son, prins Ferdinand, svärmar för och förkastar därför all tysk musik. Hans italienske flöjtlärare, den intrigant Maestro Emanuele, stärker honom i den tron. 
Då fursten måste ge sig av på en manöver låter sonen ställa till en stor italiensk fest. Som höjdpunkt ska Signora Peppina framföra Maestro Emanueles senaste komposition. Pepusch får orden att närvara vid festen. Prinsen hoppas givetvis att denne ska förödmjukas av den italienskfrälsta publiken. 
Sångerskan Peppina kommer dock planerna på spåren. Hon ska hjälpa Pepusch och sjunger en av Maestro Emanueles sånger för honom. På det viset kan Pepusch öva in den på flöjt och kontrapunktiskt bearbeta den till en kanon. 
Innan festen når sin höjdpunkt kommer fursten överraskande tillbaka. Han genomskådar sonene intrig och befaller honom att själv framföra "Flöjtsolot" (Flauto solo). Med möda kan prisen utföra uppgiften och får tillfälle att uppskatta den tyska musiken. Fursten är stolt "att en karl som så mästerligt bemästrar sitt instrument, även kan lära sig konsten att musicera på fursteflöjt".
Festen slutar lyckligt för alla då fursten välsignar förlovningen mellan Signora Peppina och Musjö Pepusch. Så sångerskan framför sitt tack framkommer det att hon inte är från Italien utan härstammar från Tyrolen.

### Allmänna källor
- Eugen d'Albert, Hans von Wolzogen: Flauto solo. Libretto. Bote & Bock, Berlin 1905 (urn:nbn:de:hebis:30-1096883).
- Leo Melitz: Führer durch die Opern. Globus-Verlag, Berlin 1914, s. 93–94.
- Horst Seeger Opernlexikon. Heinrichshofen Verlag, Wilhelmshaven 1979, ISBN 3-7959-0271-1, s. 200.